# Pustá Kamenice
Pustá Kamenice là một làng thuộc huyện Svitavy, vùng Pardubický, Cộng hòa Séc.